# Calocaris granulosus
Calocaris granulosus is een tienpotigensoort uit de familie van de Axiidae. De wetenschappelijke naam van de soort is voor het eerst geldig gepubliceerd in 1975 door Grebenjuk.